# Springbank Distillery

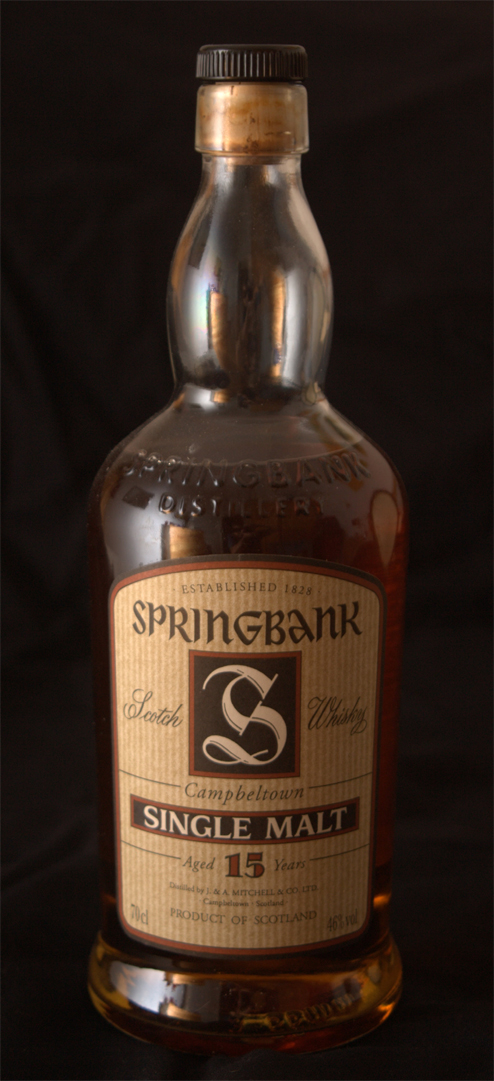
Een fles Springbank Single Malt

Springbank Distillery is een van de laatst overgebleven distilleerderijen die Campbeltown single malt whiskies produceert. De brouwerij is gelegen op het zuidelijke schiereiland Kintyre, en er worden drie verschillende soort single malt whiskies gemaakt.
- Springbank Single Malt is een 10 year old, die twee en een half keer wordt gedistilleerd. Dit proces is nogal uniek: gedurende het distilleren wordt een deel afgetapt, en voor de volgende distillatie weer bijgevoegd. Dit betekent dat een deel tweemaal wordt gedistilleerd, en een deel driemaal. De spirit wordt dan gerijpt in bourbon- en sherryvaten, alhoewel er bij Springbank ook wordt geëxperimenteerd met rumvaten.
- Longrow Single Malt is een zware turfachtige whisky, met een hoog fenolgehalte. De Longrow 10 years old werd gerijpt in sherry- of bourbonvaten. Daarnaast was een experimentele versie die wordt gerijpt in tokajvaten, welke overigens door conservatievere Longrowdrinkers soms als een belediging voor het merk wordt gekenmerkt. Momenteel zijn er een NAS- (Non Age Statement) en een 18-jarige versie verkrijgbaar. Springbank brengt ook een 11-jarige botteling op de markt die gerijpt werd op portovaten.
- Hazelburn Single Malt is de jongste variant, die pas in 1997 voor het eerst werd gedistilleerd. De Hazelburn werd in 2007 als 10 years old gebotteld en op de markt gebracht. Er was een kleine oplage 8 years old, maar die is erg zeldzaam. Ondertussen is er ook een 12-jarige versie verschenen. Hazelburn wordt driemaal gedistilleerd, en er wordt niet met turf gedroogd.

Springbank is de enige overgebleven Schotse distilleerderij die alle stappen in het proces van whiskymaken op eigen terrein uitvoert. Bovendien is het een van de weinige overgebleven particuliere brouwerijen. Om deze reden worden de whisky's uit deze brouwerijen niet veel gebruikt in blended whiskies, omdat de grote conglomeraten liever single malts uit de eigen organisatie gebruiken. Springbank maakt wel zelf twee blends: een 5 years old Campbeltown Loch, en Mitchell's 12 year old.